# Radomir Antić
Radomir Antić (Žitište, 22 de novembre de 1948 - Madrid, 6 d'abril de 2020) fou un futbolista i entrenador serbi de futbol.

## Biografia
Jugava de defensa. Començà la seva trajectòria al Sloboda Uzice, abans de signar pel Partizan de Belgrad, on romangué durant set temporades.
L'any 1977 marxà al futbol turc, ingressant al Fenerbahce i dos anys més tard a la lliga espanyola a les files del Saragossa. Jugà dues temporades al club aragonès, disputant 58 partits i marcant 7 gols. Ja el 1980 es traslladà a Anglaterra (Luton Town FC) on jugà fins al 1984, any de la seva retirada. Fou internacional amb la selecció de futbol de Iugoslàvia en cinc ocasions.
L'any 1985 començà la carrera d'entrenador al Partizan de Belgrad, on guanyà dues Lligues iugoslaves. El 1988 fitxà pel Saragossa, i inicià la seva etapa d'entrenador a Espanya on fixà la seva residència. El 1990-91 fitxà pel Reial Madrid però la temporada següent fou destituït del càrrec quan anava líder del campionat, per les crítiques rebudes pel mal joc de l'equip. Posteriorment dirigí el Reial Oviedo durant tres temporades, abans de signar per l'Atlètic de Madrid el 1995, club on guanyarà el doblet, lliga i copa, aquella mateixa temporada. En aquesta època destacà pel seu suport al nacionalisme serbi i a Slobodan Milošević, dins les Guerres de Iugoslàvia. Romangué al club madrileny cinc temporades no consecutives. A més dels títols assolits, cal significar que patí tres descensos amb l'Atlético de Madrid, l'Reial Oviedo i el Celta de Vigo.
El gener de 2003 fitxà pel FC Barcelona per a substituir a Louis Van Gaal. Dirigí al club durant 24 partits oficials, assolint la classificació per la Copa de la UEFA tot i que quan agafà l'equip estava a mitja taula. Després d'un breu pas per la banqueta del Celta de Vigo, el 2008 va ser nomenat seleccionador de Sèrbia i va acabar la seva carrera al Shandong Luneng i el Hebei Zhongji de la lliga xinesa.
Va morir el 6 d'abril de 2020 a Madrid, als 71 anys, després d'haver estat lluitant durant anys amb una pancreatitis.

## Trajectòria esportiva
Com a jugador
- Sloboda Uzice: 1967 - 1970
- Partizan de Belgrad: 1970 - 1977
- Fenerbahce: 1977 - 1978
- Reial Saragossa: 1978 - 1980
- Luton Town FC: 1980 - 1984

Com a entrenador
- Partizan de Belgrad: 1985 - 1988
- Reial Saragossa: 1988 - 1990
- Reial Madrid: 1990 - 1992
- Reial Oviedo: 1992 - 1995
- Atlètic de Madrid: 1995 - 1998
- Atlètic de Madrid: 1999 - 2000
- Reial Oviedo: 2000 - 2001
- FC Barcelona: 2003
- Celta de Vigo: 2004
- Selecció sèrbia: 2008 - 2010
- Shandong Luneng: 2013
- Hebei Zhongji: 2015

## Palmarès
Com a jugador
- 1 Lliga iugoslava de futbol (Partizan de Belgrad, 1976)

Com a entrenador
- 2 Lliga iugoslava de futbol (Partizan de Belgrad, 1986 i 1987)
- 1 Lliga espanyola de futbol masculina (Atlètic de Madrid, 1996)
- 1 Copa espanyola de futbol masculina (Atlètic de Madrid, 1996)